# دیییتسه
دیییتسه (به چکی: Dyjice) یک منطقهٔ مسکونی در جمهوری چک است که در ناحیه ییهلاوا واقع شده‌است. دیییتسه ۱۴٫۹۳ کیلومتر مربع مساحت و ۱۳۵ نفر جمعیت دارد و ۵۳۶ متر بالاتر از سطح دریا واقع شده‌است.